# Berbești
Berbești è una città della Romania di 5 738 abitanti, ubicata nel distretto di Vâlcea, nella regione storica dell'Oltenia. 
Fanno parte dell'area amministrativa anche le località di Dămțeni, Dealu Aluniș, Roșioara, Târgu Gângulești, Valea Mare, Gradistea, Sinesti, e Obislavu.
Berbești ha ottenuto lo status di città nel 2003.